# Budakunti, Yelbarga
Budakunti là một làng thuộc tehsil Yelbarga, huyện Koppal, bang Karnataka, Ấn Độ.